# Acarnan
În mitologia greacă, Acarnan (în greacă: Ἀκαρνάν; genitiv: Ἀκαρνᾶνος) a fost unul dintre epigoni, fiul lui Alcmeon și al lui Callirrhoe.
Era considerat întemeietorul statului Acarnania.
1. 1 2  RSKD / Alcmaeo[*] Verificați valoarea |titlelink= (ajutor)
2. ↑  EB-11 / Callirrhoe[*] Verificați valoarea |titlelink= (ajutor)